# 缙云溪边蕨
缙云溪边蕨（学名：Stegnogramma diplazioides），为金星蕨科溪边蕨属下的一个植物种。